# Jirafas (película)
Jirafas es una película israelí, dirigida por Tzahi Grad y estrenada en el año 2001.

## Argumento
Una serie de errores y casualidades entrelazan para siempre el destino de tres mujeres, vecinas de Tel Aviv. Abigail es una periodista que se sube al taxi que debía llevar a Dafna a un rodaje. Dafna es una actriz que coge por error el coche de Avner, la cita a ciegas de Efrat, y Efrat es una secretaria que, al quedarse sola, camina sin rumbo por las calles de la ciudad. Las consecuencias de este laberinto cambiarán las vidas de sus protagonistas, llenándolas de dramatismo, sospechas y muerte.